# Namakkal
Namakkal è una suddivisione dell'India, classificata come municipality, di 53.040 abitanti, capoluogo del distretto di Namakkal, nello stato federato del Tamil Nadu. In base al numero di abitanti la città rientra nella classe II (da 50.000 a 99.999 persone).

## Geografia fisica
La città è situata a 11° 13' 60 N e 78° 10' 0 E e ha un'altitudine di 217 m s.l.m..

## Società

### Evoluzione demografica
Al censimento del 2001 la popolazione di Namakkal assommava a 53.040 persone, delle quali 26.853 maschi e 26.187 femmine. I bambini di età inferiore o uguale ai sei anni assommavano a 5.225, dei quali 2.719 maschi e 2.506 femmine. Infine, coloro che erano in grado di saper almeno leggere e scrivere erano 41.744, dei quali 22.494 maschi e 19.250 femmine.